# Ёсида, Саори
Саори Ёсида (яп. 吉田 沙保里 Ёсида Саори, 5 октября 1982 года, Цу, Миэ) — японская девушка-борец вольного стиля, трёхкратная олимпийская чемпионка (2004, 2008 и 2012), 13-кратная чемпионка мира (абсолютный рекорд в истории чемпионатов мира по борьбе как среди женщин, так и мужчин). Награждена премией Народного Почёта (2012).
С 2014 года выступает в весовой категории до 53 кг, большинство своих побед одержала в категории до 55 кг.
Дебютировала в большом спорте в 2002 году, к сентябрю 2006 года в её послужном списке было 100 выигранных борцовских поединков.
Впервые на высшем уровне проиграла схватку в январе 2008 года, когда на одном из этапов командного Кубка мира в Пекине победу над японкой одержала американка Марси Ван Дусен. К маю 2012 года очередная победная серия Саори составляла 58 поединков, когда она уступила россиянке Валерии Жолобовой на Кубке мира в Токио.
На Олимпийских играх и чемпионатах мира Саори не знала поражений до финала Олимпийских игр 2016 года, где сенсационно уступила американке Хелен Марулис. В 2012 году на Играх в Лондоне несла флаг Японии как на церемонии открытия, так и закрытия.
Объявила о завершении карьеры в январе 2019 года в своём Twitter.